# نادي اليرموك (كرة السلة)
نادي اليرموك الرياضي (بالأرمنية: Ալ-Յարմուկ)‏ هو نادي كرة سلة سوري محترف ومقره في حلب. اعتباراً من عام 2021، يمارس نادي اليرموك 8 أنواع أخرى من الألعاب الرياضية. النادي جزء من منظمة هومنتمن الرياضية والكشفية.

## التاريخ
تأسس النادي عام 1925 على يد أرمن سوريا تحت اسم هومنتمن. ويلعب مبارياته على أرضه في صالة اليرموك الرياضية.
أفضل مركز حديث للنادي في الدوري السوري لكرة السلة هو المركز الثالث من عام 2015 والمركز الثامن من مواسم 2019.
في موسم 2021، أنهى الموسم في المركز الثاني عشر بفوز واحد فقط في ديربي المدينة ضد مُنافسه العروبة وهبط إلى الدرجة الثانية.

## الإنجازات
- الدوري السوري لكرة السلة
  - المركز الثالث (1): 2015
  - المركز الرابع (1): 2009[6]
  - المركز السادس (1): 2004[6]
  - المركز الثامن (1): 2019

## التشكيلات السابقة
موسم 2010-2011:
| الرقم | اللاعب            | المركز               | الطول (سم) | العمر |
| ----- | ----------------- | -------------------- | ---------- | ----- |
| 4     | رادوفان دراغوفيتش | لاعب وسط             | 203        | 28    |
| 5     | نورس أحمدوك       | لاعب هجوم صغير الجسم | 193        | 20    |
| 7     | أمير شبابي        | لاعب هجوم صغير الجسم | 197        | 22    |
| 8     | أكوب سنبليان      | لاعب هجوم قوي الجسم  | 186        | 19    |
| 9     | كريم الجلبي       | لاعب هجوم خلفي       | 185        | 26    |
| 11    | نيشتي جاماسكيان   | مدافع مسدد الهدف     | 188        | 23    |
| 12    | ريكي مغيبي (ق)    | مدافع مسدد الهدف     | 188        | 32    |
| 14    | إبراهيم لؤي       | مدافع مسدد الهدف     | 203        | 27    |
| 16    | يرفينت جاكرجيان   | لاعب وسط             | 202        | 31    |

## وصلات خارجية
- الصفحة الرسمية